# التفسير النفسي للأدب
التفسير النفسي للأدب هو كتاب في علم النفس ألفه عز الدين إسماعيل، تكلم في افتتاحية الكتاب أنّ العلاقة بين الأدب والنفس لا تحتاج إلى إثبات؛ لأنه ليس هناك من ينكرها، وكل ما قد تدعو الحاجة إليه هو بيان هذه العلاقة ذاتها وشرح عناصرها.

## موضوعات الكتاب
- افتتاح
- الباب الأول: قضايا و مشكلات
- الفصل الأول: الحكم و التفسير
- الفصل الثاني مشكلة الفنان
- العصبان
- النرجسية
- العبقرية
- الدافع إلى البداع
- الباب الثاني: في فن الشعر
- تمهيد
- الفصل الأول تشكيل العمل الشعري
- التشكيل الزماني
- التشكيل المكاني
- الفصل الثاني: دراسة تطبيقية
- في موسيقى الشعر
- في الشعر الحديث
- في الصورة الشعرية
- من الشعر القديم
- من الشعر الحديث
- الباب الثالث: في الأدب المسرحي
- الفصل الأول لغز الألغاز
- تمهيد
- مسرحية هملت لشكسبير
- التفسيرات السابقة للمسرحية
- تفسيرها في ضوء التحليل النفسي
- الفصل الثاني الوجه و القناع
- "أيام بلا نهاية"، مسرحية "يوجين أونيل"
- تفسيرات نفسية أولية للمسرحية
- تفسيرها في ضوء التحليل النفسي
- الفصل الثالث:سر شهرزاد
- مسرحية"سر شهرزاد" لعلي أحمد باكثير
- تفسير المسرحية
- الباب الرابع: في الأدب الروائي
- تمهيد
- الفصل الأول الاخوة كاراموزوف
- تحليل لشخصية المؤلف "كاراموزوف"
- تفسير القصة
- الفصل الثاني: السراب
- تمهيد
- ملخص القصة
- تفسير للقصة
- خاتمة